# Polistes philippinensis
Polistes philippinensis är en getingart som beskrevs av Henri Saussure 1853. Polistes philippinensis ingår i släktet pappersgetingar, och familjen getingar. Utöver nominatformen finns också underarten P. p. funebris.